# Sulawesiduva
Sulawesiduva (Cryptophaps poecilorrhoa) är en fågel i familjen duvor inom ordningen duvfåglar.

## Utseende och läte
Sulawesiduvan är en mycket stor duva med grå fjäderdräkt, en liten röd fläck med bar hud runt ögat och tvärband på buk och undergump. Ryggen är svartgrå, huvud och bröst mycket ljusare. Lätet är ett mycket dovt "wooo" som ofta upprepas.

## Utbredning och systematik
Fågeln placeras som enda art i släktet Cryptophaps och behandlas som monotypisk, det vill säga att den inte delas in i några underarter. Den förekommer i fuktiga bergsskogar på Sulawesi.

## Levnadssätt
Sulawesiduvan hittas i undervegetation i bergsskogar. Den är en skygg fågel som ses enstaka eller i par.

## Status och hot
Arten har ett stort utbredningsområde, men tros minska i antal, dock inte tillräckligt kraftigt för att den ska betraktas som hotad. Internationella naturvårdsunionen IUCN listar arten som livskraftig (LC).